# Van Leijenberghlaan
De Van Leijenberghlaan is een straat in de wijk Buitenveldert in Amsterdam-Zuid.

## Geschiedenis en ligging
De straat kreeg zijn naam per raadsbesluit van 16 september 1959 en werd daarbij vernoemd naar Arent van Leyenbergh, baljuw van Amstelland (omstreeks 1400 AD). De straat zou in beginsel lopen van een sierwater ten noorden van de Van Nijenrodeweg tot aan de Van Boshuizenstraat. De weg zou daarbij parallel komen te lopen aan de Rotterdamseweg, een weg die nooit werd aangelegd. Later werd de weg geherdefinieerd; ze werd noordwaarts doorgetrokken tot aan het dijklichaam van de toen nog toekomstige Rijksweg 10. Ze sloot daarbij niet goed aan op de Beethovenstraat, waardoor er ook in de 21e eeuw een knik in de weg zit om die aansluiting te realiseren. De Beethovenstraat was echter een bekendere straat. Automobilisten die vanaf de De Boelelaan de Beethovenstraat zochten konden die straat niet vinden, want die ligt vanaf die plek uit het zicht. Het toenmalige stadsdeel Zuideramstel had daarom besloten het stuk tussen de De Boelelaan en de viaducten ook Beethovenstraat te noemen. Dat leverde weinig problemen, omdat hier geen huizen of bedrijven stonden.
De straat begint in de 21e eeuw de De Boelelaan en loopt nog steeds tot aan de Van Boshuizenstraat. De laan kruist hierbij twee oost-west lopende verbindingswegen, de Arent Janszoon Ernststraat en de Van Nijenrodeweg. Ze doorsnijdt het Gijsbrecht van Aemstelpark. De Van Leijenberghlaan is ondanks dat de straat (ook) een verkeersweg is een vrij rustige straat.
In 2000 kwam de Van Leijenberghlaan in het nieuws door een moord, kennelijk een "afrekening" binnen het criminele milieu. Sam Klepper, bekend als crimineel, werd aan de straat, naast de woontoren van het Gelderlandplein, doodgeschoten. Klepper woonde in een appartement in de toren.

## Gebouwen
Aan de Van Leijenberghlaan staan voor het merendeel woningen en winkels. Enkele markante punten:
| Object                                   | Bouwperiode | Monumentenstatus | Omschrijving | Afbeelding |
| ---------------------------------------- | ----------- | ---------------- | --- | ---------- |
| Van Leijenberghlaan De Boelelaan 201-205 | 1977        | geen             | Verzorgingsflat Zuidwende Lange gevel aan de De Boelelaan, korte gevel aan de Van Leijenberghlaan |            |
| Van Leijnberglaan 2-18 A.J. Ernststraat  | 2004/2005   | geen             | Binnenhof en Gelderhof, een appartementencomplex ontworpen door Erick van Egeraat met schuine lijnen in gevels Afgebeeld op de foto A.J. Ernststraat links, Van Leijenberghlaan rechts |            |
| Van Leijenberghlaan 20-98                | 1997        | geen             | Residence d’Etoile, een 72 meter hoge woontoren die afsteekt bij de omgeving, waarvan de bebouwing veel lager is; ontworpen door Architectenbureau Ellerman Lucas Van Vugt |            |
|                                          | 1968        | geen             | Winkelcentrum Gelderlandplein |            |
| Van Leijberghlaan Loowaard               | 1982-2017   | geen             | Elisabeth Otter-Knoll Stichting. Afgebeeld een gebouw aan de Van Leijenberghlaan |            |
| Van Leijenberghlaan 11-15                | 1974-1977   | geen             | Architecte Manon Peyrot van de Dienst der Publieke Werken. Het gebouw kostte 9 miljoen gulden. Dit tussen 1974 en 1977 gebouwde pand was het eerste pand waarin zowel de Amsterdam politie, brandweer en GGD huisden. Al in 1969 had de gemeente de grond aan woningbouw onttrokken, maar het duurde daarna vijf jaar voordat de bouw begon; aldus Ivo Samkalden bij het slaan van de eerste heipaal, waarbij tevens hoofdcommissaris P.A. Jong aanwezig was. Het bureau moest de oude bureaus aan Overtoom en Pieter Aertzstraat vervangen. Het wijkteam Van Leijenberghlaan verzorgt politietaken in een groot deel van Amsterdam-Zuid, namelijk in Buitenveldert, de Prinses Irenebuurt, de Stadionbuurt en de Apollobuurt. De brandweer bleef er tot 2003 onder de kazernenaam "Lodewijk"). De GGD kreeg door dit gebouw een centraal gelegen post tussen VUMC en OLVG (Oost), maar vertrok later. In 2019 zijn er plannen om het mensen zonder een verblijfsvergunning onderdak te bieden (bed-, bad- en broodvoorziening). |            |
| Van Leijenberghlaan Van Heenvlietlaan 50 | 2007/2008   | geen             | Stadsdeelwerf van Zuideramstel naar een ontwerp van Felix Claus en Jaap Graber; winnaar Amsterdamse Architectuur Prijs 2009. Het gebouw heeft het uiterlijk van een enorme villa met zowel horizontaal als verticaal verspringende glaspartijen. |            |
| Van Leijenberghlaan 221                  | 1974        | geen             | Kantoorgebouw ontworpen door Piet Zanstra, in 2008 omgebouwd onder visie van ZZDP Architecten (de eerste Z is van Piet Zanstra) tot hotel voor NH Hotel Group, resulterend in een nominatie voor de Geurt Brinkgreve Bokaal 2009, een prijs voor herontwikkelde gebouwen. |            |
| Van Leijenberghlaan 320                  | 1989        | geen             | Het gebouw staat in het Gijsbrecht van Aemstelpark. Het ontwerp is van Alexander Bodon en gebouwd op verzoek van John Halvemaan voor de vestiging van zijn restaurant. Zij ondervonden tegenstand vanuit de buurt, waardoor de bouwtijd enkele jaren in beslag nam. Bodon, aanhanger van het nieuwe bouwen, zette in de vierkante vormen van de nieuwe zakelijkheid van Wim Boer en Dirk Sterenberg een gebouw neer met aan een zijde een halfronde vorm; een verwijzing naar de eerste eigenaar. Bodon kwam met een functioneel en sober gebouw, dat qua vloeroppervlak klein is, maar er tot zijn eigen verbazing van binnen ruimtelijk uitzag. Na sluiting van Halvemaan in 2019 kreeg het opnieuw een horecabestemming. |            |

## Kunst in de openbare ruimte

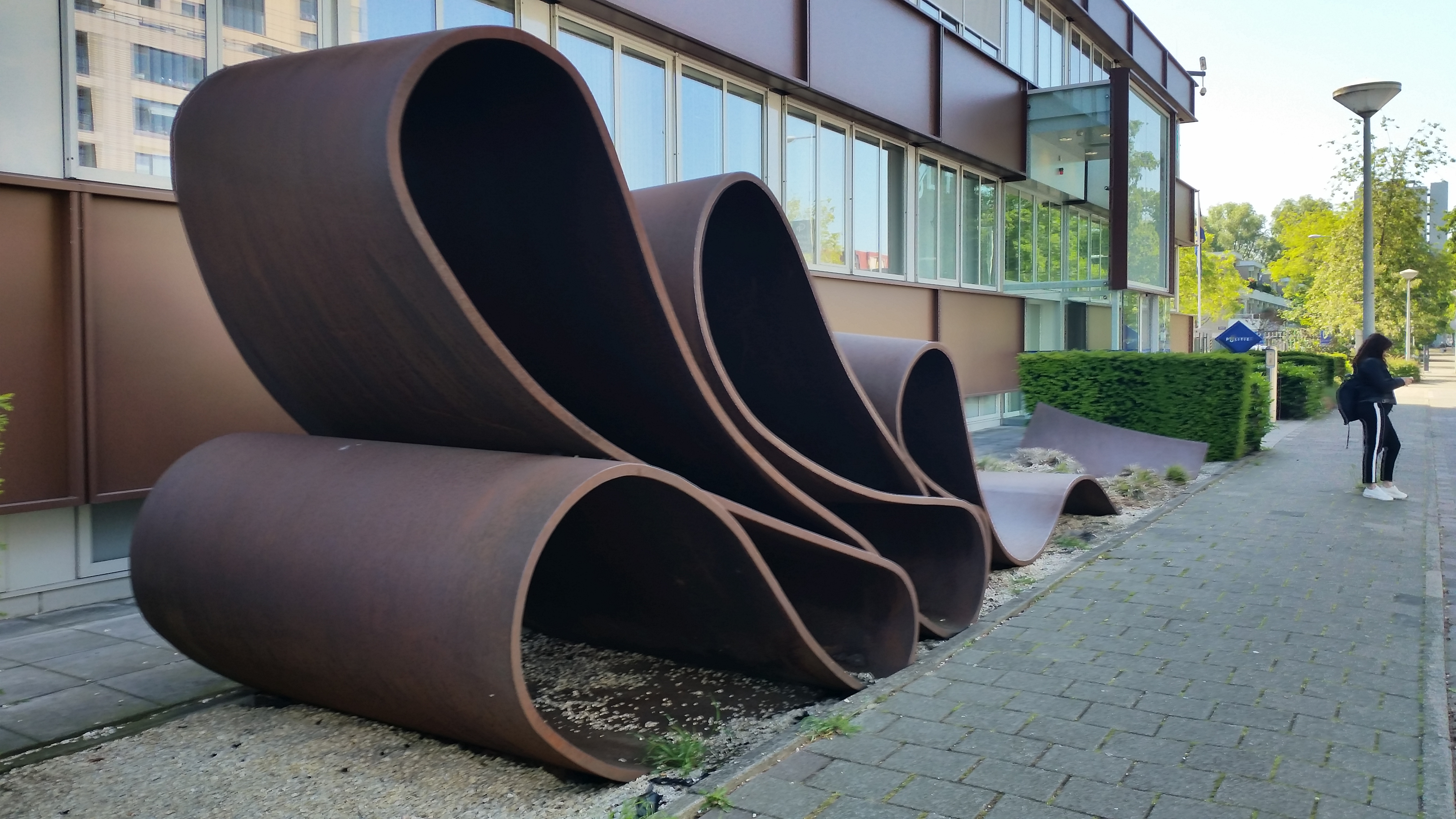
Golvende plaat (mei 2019)

In het winkelcentrum staat een beeldententoonstelling samen gesteld door de Kroonenberg Groep (eigenaar van het winkelcentrum) en Galerie Reflex Amsterdam. Bij het politiebureau staat sinds 1980 de staal-plastiek Golvende plaat of Lint van de kunstenaar Gerard Walraeven. Het is een vloeiend golvende plaat cortenstaal, hetgeen volgens Kunstwacht Amsterdam (beheerder van kunst in de openbare ruimte) een teken is hoe een kunstenaar een weerbarstig materiaal als staal weergeeft als zijnde soepel. Walraeven zag in het materiaal een teken van behoud en bescherming, daar waar anderen alleen maar roest en vergankelijkheid zien. Het beeld leverde in 1986 een meningsverschil op. Agenten van het bureau hadden het beeld volgehangen met plantjes, omdat ze het beeld doods vonden. De kunstenaar ging zelf kijken of het beeld was aangetast en deed een beroep op zijn auteursrecht. Vooralsnog is onbekend hoe de zaak is afgewikkeld.